# Gunung Kemiri
Gunung Kemiri är ett berg i Indonesien.   Det ligger i provinsen Aceh, i den västra delen av landet, 1 500 km nordväst om huvudstaden Jakarta. Toppen på Gunung Kemiri är 3 281 meter över havet.
Terrängen runt Gunung Kemiri är bergig åt nordost, men åt sydväst är den kuperad. Runt Gunung Kemiri är det ganska tätbefolkat, med 70 invånare per kvadratkilometer. I omgivningarna runt Gunung Kemiri växer i huvudsak städsegrön lövskog.